# Cesare Cipollini
Pour les articles homonymes, voir Cipollini.
Cesare Cipollini, né le 16 décembre 1958 à Belfort et mort le 10 août 2023, est un coureur cycliste italien, professionnel entre 1978 et 1990. 

## Biographie
Cesare Cipollini est le frère aîné de Mario Cipollini.

### Jeunes années
Cesare Cipollini est né à Belfort dans l'est de la France. Son père Vivaldo est un bon coureur cycliste amateur. Il sillonne l'Italie au gré des déplacements paternels avec sa mère Alfreda et sa sœur Tiziana jusqu’à ce que son père soit renversé par un automobiliste. Avec sa sœur Tiziana qui est l'une des meilleures cyclistes d'Italie, ils dominent les pelotons de jeunes. En 1974, il est considéré comme l'un des meilleurs cadets du pays. Son jeune frère débute à cette période. Durant ses jeunes années, il se distingue en remportant 72 courses chez les juniors.
En 1976, Cesare Cipollini est retenu pour participer à la poursuite par équipes des Jeux olympiques de 1976 alors qu'il n'est que junior. Il devient ainsi le plus jeune cycliste à participer aux Jeux. L'équipe finit cinquième. Il réussit à attirer l'attention des équipes professionnelles. L'année suivante, il remporte le Giro delle Tre Provincie et Florence-Viareggio ce qui lui permet de passer professionnel à la fin de cette saison.

### L'éternel espoir devenu équipier
Cesare Cipollini débute fin 1977 chez Magniflex-Torpado. Il est alors considéré comme l'un des meilleurs espoirs italiens avec Giuseppe Saronni et Roberto Visentini. Il n'aime pas s’entraîner ce qui le perd et le cantonne à être un brillant équipier. Il ne parvient qu'à de rares occasions à se détacher de ce rôle.
Il doit attendre 1982 pour se faire remarquer en figurant dans l'échappé victorieuse de Milan-San Remo. Il remporte l'année suivante son seul grand succès, le Tour d'Émilie, dans une course où il sait s'imposer face à Daniele Caroli et ses autres compagnons d'échappée. Au cours des années suivantes, il poursuit sa carrière sans parvenir à se distinguer. Il participe à plusieurs Tour d'Italie qu'il achève pour la plupart.
En 1987, alors que son jeune frère Mario est la nouvelle star italienne, il parvient encore à remporter le prologue et la cinquième étape du Tour de Mendoza en Argentine. Puis il retourne à son rôle d'équipier modèle en aidant notamment Johan van der Velde à conquérir le maillot cyclamen sur le Tour d'Italie 1988. La saison suivante, chez Del Tongo, il fait équipe avec son frère dont il est le mentor. Lassé par le milieu et par le dopage qui devient la règle, il décide de se retirer à la fin de la saison 1990 à 32 ans.

### L'après-carrière et l'influence sur Mario
Quand Cesare Cipollini décide de mettre un terme à sa carrière professionnelle à la fin de 1990, sa décision est motivée par son dégoût du dopage mais aussi par l'arrivée de son jeune frère Mario à qui Cesare décide de ne pas faire d'ombre en tant qu'ex-espoir du cyclisme italien. Il change alors totalement de vie. Il devient jardinier municipal à Lucques en Italie et décide d'élever tranquillement ses trois enfants à l'abri du tumulte du sport professionnel. Il sort juste de son silence à plusieurs reprises pour dénoncer le dopage qui gangrène le cyclisme en Italie.
Son frère Mario ne cessera durant sa carrière de parler de ce grand frère qui lui a beaucoup appris, notamment que le cyclisme est un sport qui réclame un entraînement et une volonté à toute épreuve.

## Palmarès sur route
- 70 victoire en juniors
- 1977
  - Giro delle Tre Provincie
  - Florence-Viareggio
- 1983
  - Tour d'Émilie
- 1987
  - Prologue et 5e étape du Tour de Mendoza
  - 2e du CoreStates USPRO Championship

## Résultats sur les grands tours

### Tour d'Italie
9 participations :
- 1979 : 97e
- 1981 : hors délais (8e étape)
- 1982 : abandon
- 1983 : 86e
- 1984 : 113e
- 1985 : 88e
- 1986 : 107e
- 1988 : abandon (16e étape)
- 1990 : abandon (9e étape)

### Tour d'Espagne
1 participation :
- 1978 : hors délais (17e étape)

## Palmarès sur piste

### Jeux olympiques
- Montréal 1976
  - 5e de la poursuite par équipes

### Championnats du monde juniors
- 1975
  -  Médaillé de bronze de la poursuite par équipes